# Drumkeeran
Drumkeeran is een plaats in het Ierse graafschap Leitrim. De plaats telt 242 inwoners.